# 保罗·布赖登
保罗·布赖登（英語：Paul Brydon，1951年12月8日—），生于基督城，新西兰男子自行车运动员。他曾代表新西兰参加1974年英联邦运动会自行车比赛，获得男子团体追逐赛铜牌。